# Marumba bukaiana
Marumba bukaiana är en fjärilsart som beskrevs av Clark 1937. Marumba bukaiana ingår i släktet Marumba och familjen svärmare. Inga underarter finns listade i Catalogue of Life.